# Lachnaia tristigma
Lachnaia tristigma  (лат.) — вид листоедов (Chrysomelidae) из подсемейства клитрины (Clytrinae). Встречается на северо-западе Африки, на Пиренейском полуострове, в южной части Франции и Италии.